# Keshad
Keshad (ryska: Кашад) är en ort i Azerbajdzjan.   Den ligger i distriktet Ağsu Rayonu, i den centrala delen av landet, 110 km väster om huvudstaden Baku. Keshad ligger 163 meter över havet och antalet invånare är 1 096.
Terrängen runt Keshad är kuperad åt nordost, men åt sydväst är den platt. Närmaste större samhälle är Shamakhi, 17,1 km norr om Keshad.
Trakten runt Keshad består till största delen av jordbruksmark. Runt Keshad är det ganska glesbefolkat, med 31 invånare per kvadratkilometer.